# Red Metropolitana de Movilidad
Red Metropolitana de Movilidad (einfach als Red bekannt, bis März 2019 Transantiago genannt) ist ein 2007 in der chilenischen Hauptstadt Santiago eröffnetes integriertes ÖPNV-System, das aus Bus- und U-Bahnlinien besteht.
Zusätzlich zur bereits bestehenden Metro de Santiago wurde ein Busnetz nach dem Vorbild des kolumbianischen TransMilenio aufgebaut. Das komplett neu entworfene Liniennetz ist in zwei Teilnetze aufgeteilt: ein Hauptliniennetz innerhalb der Stadt, das Buslinien und die bereits bestehenden U-Bahnlinien umfasst, und ein System von Lokal- und Zubringerlinien. Es gibt für beide Teilnetze eine integrierte Fahrpreisstruktur. Die Zahlung erfolgt mit einer elektronischen Chipkarte. Der Busbetrieb wurde in 14 Losen weltweit ausgeschrieben, jeweils getrennt für die Troncales (Hauptlinien) und die Alimentadores (Zubringer- und Quartierslinien). Hatten vorher mittelständische Unternehmen und Genossenschaften die Linien in eigener Regie angeboten, so erfolgte der Zuschlag nun vor allem an Großbetriebe und Bietergemeinschaften. Zum Teil wurden sie anschließend von ausländischen Investoren gekauft (Redbus von Veolia Transport, Subus von Fanalca, Kolumbien). Hinter Express de Santiago steckt Transportes Alsacia, eines der Busunternehmen, die im kolumbianischen Transmilenio-System aktiv sind.  Im Oktober 2005 haben die neuen Unternehmen  den Betrieb übernommen. Mehr als 1.600 neue Niederflurbusse wurden Ende 2005 und Anfang 2006 in Betrieb genommen. Seit dem 10. Februar 2007 ist die neue Linienstruktur in Betrieb, zusammen mit dem integrierten Preissystem. Mehr als 5.000 Busse und vier U-Bahnlinien sind Teil von Transantiago.
Von Anfang an krankte das Transantiago-System an Mängeln. Immer wieder wurde der Betrieb verschoben, ehe es im Februar 2007 losging. Kapazitätsprobleme, fehlende Haltestellen und der Wegfall von Direktverbindungen führten dazu, dass der Nahverkehr teilweise vollkommen zusammenbrach. Die Fahrgäste mussten stundenlang anstehen. Der Volkszorn entlud sich in zum Teil gewalttätigen Protesten. Die Regierung musste eingreifen, stellte u. a. Geld für zusätzliche Busse bereit. Ihre Zahl soll nach Angaben von Transantiago bis Ende 2007 auf 6.300 steigen. Gestartet war man im Februar 2007 mit 4.500 Einheiten. Präsidentin Michelle Bachelet berief mit René Cortazár einen neuen Verkehrsminister. Falls Transantiago bis Ende 2007 nicht stabil läuft, hat auch er seinen Rücktritt angekündigt. Die Opposition hat wegen Transantiago einen Untersuchungsausschuss durchgesetzt.
Am 12. März 2019 wurde die Umfirmierung des Systems angekündigt, mit der Transantiago in "Metropolitan Mobility Network" (mit besonderem Schwerpunkt auf dem Wort "Network") umbenannt wurde des Verkehrs hinsichtlich der Bezeichnung der roten Farbe in Englisch, weil diese Tonart in den neuen Bussen des Systems die vorherrschende sein wird.

## Neue Linienstruktur

Santiago wurde in zehn Lokalzonen aufgeteilt

Das Busliniennetz ist in zwei Produktbereiche aufgeteilt:
- Ein Hauptliniennetz, auf dem man durch die ganze Stadt fahren kann. Diese Liniennetz besteht aus derzeit 151 Linien (Stand Juli 2012), die die Liniennummern 101 – 515 tragen. Expressbuslinien sind mit einem "e" gekennzeichnet. Der Buchstabe "c" hinter der Liniennummer wird für verkürzte Strecken verwendet.
- Lokal- und Zubringerlinien, die in zehn Zonen gruppiert sind. Dieses Liniennetz besteht aus derzeit 216 Linien (Stand Juli 2012), die durch Buchstaben und Zahlen gekennzeichnet sind. Die Buchstaben zeigen den Bereich, in dem die Buslinie hauptsächlich verkehrt. Somit ergeben sich Liniennummern, wie beispielsweise D08 oder J12. Auch hier werden Expressbuslinien durch ein zusätzliches "e" gekennzeichnet, z. B. J07e. Verkürzte Strecken werden, wie die Hauptlinien ebenfalls mit einem "c" gekennzeichnet.

Auf den Hauptlinien werden zwei Bustypen benutzt:
- 18 m lange Gelenkbusse für 160 Personen
- 12 m lange Solobusse für 80 Fahrgäste

Für die Lokal- und Zubringerlinien kommen auch zwei Bustypen zum Einsatz:
- 12 m lange Solobusse für 80 Fahrgäste
- 8 m lange Fahrzeuge für 40 Personen

Die U-Bahnlinien sind ebenfalls Teil des Hauptliniennetzes von Transantiago.
Die erste detaillierte Darstellung aller Linien wurde im November 2006 veröffentlicht. Im Februar 2007 wurde diese neue Linienstruktur in Betrieb genommen.
Der Gesamtfahrzeugpark reduzierte sich von etwa 8.000 Bussen im Jahre 2003 auf etwa 5.500 Busse im Jahre 2007. Mehr als 1.600 davon sind neu und niederflurig. Alle neuen Fahrzeuge erfüllen die Emissionsnorm Euro 3.